# 歐洲歌唱大賽：火焰傳說
《歐洲歌唱大賽：火焰傳說》（英語：Eurovision Song Contest: The Story of Fire Saga）是一部2020年美國喜劇片，由大衛·多布金執導，威爾·法洛和安德魯·斯蒂爾（Andrew Steele）撰寫劇本，法洛也與瑞秋·麥亞當斯、皮爾斯·布洛斯南、丹·史蒂文斯和黛咪·洛瓦托擔任主演。故事取材自歐洲廣播聯盟的歐洲歌唱大賽，敘述兩名冰島歌手將代表他們的國家參加歐洲歌唱大賽，但也遇上了各種難關。《歐洲歌唱大賽：火焰傳說》2020年6月26日在Netflix上發行。

## 劇情
故事描述拉斯·艾瑞克斯松和席格芮·艾瑞克斯多蒂爾這兩個冰島歌手將參加世界性的盛典——歐洲歌唱大賽，代表自己國家的兩人將在舞台上面對各路強敵，以及各種難以預料的算計。

## 演員
- 威爾·法洛 飾 拉斯·艾瑞克斯松（Lars Erickssong）
- 瑞秋·麥亞當斯 飾 席格芮·艾瑞克斯多蒂爾（Sigrit Ericksdottir）
- 皮爾斯·布洛斯南 飾 艾瑞·艾瑞克斯松克（Erick Erickssong）
- 丹·史蒂文斯 飾 亞歷山大·列姆托夫（Alexander Lemtov）
- 黛咪·洛瓦托 飾 卡蒂安娜（Katiana）
- 葛雷漢·諾頓 飾 他自己
- 歐拉法·達利·歐拉夫森 飾 尼爾斯·布朗格斯（Neils Brongus）
- 比約恩·西魯·哈瑞森（英语：Björn Hlynur Haraldsson） 飾 警察人（Policeman）
- 妮娜·道格·菲利普斯多提（英语：Nína Dögg Filippusdóttir） 飾 女人#2
- 約翰尼斯·赫伊屈爾·約翰森（英语：Jóhannes Haukur Jóhannesson） 飾 喬翰斯（Johans）

## 製作
《歐洲歌唱大賽：火焰傳說》的發展起自2018年5月。威爾·法洛為了該片做準備而參加了在葡萄牙里斯本舉辦的2018年歐洲歌唱大賽，以研究電影中可能會有的人物和場景。他還與歐洲歌唱大賽的參賽者進行了後台交流。2018年6月18日，官方宣布法洛將出演、共同創作並製片一部受到該大賽啟發的電影；該片由Netflix發行。
2019年3月，導演大衛·多布金簽約執導電影。2019年5月，瑞秋·麥亞當斯加入了演出陣容。麥亞當斯和法洛為此在以色列特拉维夫舉辦的2019年歐洲歌唱大賽中進行彩排。2019年8月，皮爾斯·布洛斯南、丹·史蒂文斯和黛咪·洛瓦托加入了演出陣容，且主要拍攝也已在蘇格蘭愛丁堡、格拉斯哥及冰島開始進行。法洛等演員們於2019年10月被發現在格拉斯哥机场拍片。麥亞當斯說，他們很幸運地在冰島結束了拍攝，而沒有受到附近火山活動的影響。

## 音樂
《歐洲歌唱大賽：火焰傳說》的電影原聲帶於2020年6月26日。其中，〈火山人〉（Volcano Man）是該原聲帶的第一首歌曲，該歌由威爾·法洛和瑞典歌手莫莉·桑登共同演唱（電影中，瑞秋·麥亞當斯藉由桑登的人聲對嘴）。
原聲帶受到評論好評，並成功登上澳大利亞、比利時、挪威、瑞典等地的專輯排行榜，威爾·法洛也憑藉《胡薩維克》首次登上《告示牌》排行榜。

## 發行
《歐洲歌唱大賽：火焰傳說》2020年6月26日在Netflix上發行。該片最初定於2020年5月發行，正好搭上2020年歐洲歌唱大賽，但由於冠狀病毒病疫情的緣故而改檔。

## 外部連結
- 在Netflix上觀看《歐洲歌唱大賽：火焰傳說》
- 互联网电影数据库（IMDb）上《歐洲歌唱大賽：火焰傳說》的资料（英文）

Template:Netflix已上映電影與紀錄片 (2020年代)
Template:戴维·多布金
Template:歐洲歌唱大賽